# Julien Médecin
Julien Médecin (n. 3 noiembrie 1894, Monaco – d. 26 ianuarie 1986) a fost un arhitect ce a reprezentat Monaco, medaliat olimpic. A participat la o ediție a Jocurilor Olimpice (1924) în care a câștigat două medalii de bronz.